# Isaloides
Isaloides is een geslacht van spinnen uit de  familie van de Thomisidae (krabspinnen).

## Soorten
- Isaloides putus (O. P.-Cambridge, 1891)[1]
- Isaloides toussainti Banks, 1903
- Isaloides yollotl Jiménez, 1992